# Club Deportivo Ferroviarios de Chile
Il Club Deportivo Ferroviarios de Chile è una società calcistica cilena, con sede a Estación Central. Milita nella Liga Chilena de Fútbol Tercera División, la terza serie del calcio cileno.

## Storia
Fondato nel 1916, non ha mai vinto trofei nazionali.

## Giocatori celebri
- Humberto Cruz
- Luis Eyzaguirre
- Leonel Sánchez
- Víctor Zelada